# Разумовський Георгій Петрович
Георгій Петрович Разумовський (19 січня 1936, місто Краснодар Краснодарського краю, Російська Федерація) — радянський партійний і державний діяч, 1-й секретар Краснодарського крайкому КПРС (1983—1985), секретар ЦК КПРС (6 березня 1986 року—13 липня 1990 року). Член ЦК КПРС у 1986—1990 роках. Кандидат у члени Політбюро ЦК КПРС (18 лютого 1988 року—13 липня 1990 року).  Депутат Верховної Ради СРСР 8—11-го скликань. Народний депутат СРСР у 1989—1991 роках.

## Біографія
У 1958 році закінчив Кубанський сільськогосподарський інститут. З 1958 по 1959 рік працював агрономом у колгоспі «Кубань» Виселківського району Краснодарського краю.
У 1959—1961 роках — 1-й секретар Виселківського районного комітету ВЛКСМ Краснодарського краю.
Член КПРС з 1961 року.
У 1961—1964 роках — інструктор, завідувач сектору Краснодарського крайового комітету КПРС.
У 1964—1965 роках — секретар парткому Корєновського виробничого колгоспно-радгоспного управління Краснодарського краю. У 1965—1967 роках — 1-й секретар Корєновського районного комітету КПРС Краснодарського краю.
У 1967—1971 роках — завідувач сільськогосподарського відділу Краснодарського крайового комітету КПРС.
У 1971—1973 роках — заступник завідувача сектору, завідувач сектору відділу організаційно-партійної роботи ЦК КПРС.
У червні 1973 — червні 1981 року — голова виконавчого комітету Краснодарської крайової Ради депутатів трудящих (народних депутатів).
У 1981—1983 роках — завідувач відділу агропромислового комплексу Управління справами Ради Міністрів СРСР.
27 червня 1983 — 3 червня 1985 року — 1-й секретар Краснодарського крайового комітету КПРС.
23 травня 1985 — 1988 року — завідувач відділу організаційно-партійної роботи ЦК КПРС.
З 6 березня 1986 року по 13 липня 1990 року — секретар ЦК КПРС, одночасно з жовтня 1988 по 1990 рік — завідувач відділу партійного будівництва і кадрової політики ЦК КПРС. У жовтні 1988—1990 роках — голова Комісії ЦК КПРС з питань партійного будівництва і кадрової політики.
Делегат XXIII, XXV, XXVI, XXVII, XXVIII з'їздів КПРС і XIX Всесоюзної конференції КПРС.
У 1990—1992 роках — генеральний консул СРСР у Шанхаї (КНР).
З 1992 року — на пенсії.

## Звання
- полковник запасу (1978)

## Нагороди
- орден Леніна
- орден Жовтневої Революції
- чотири ордени Трудового Червоного Прапора
- медалі